# الصمم في أوزبكستان
الصمم في أوزبكستان يحمل دلالات ثقافية وطبية. في عام 2019، سجلت جمعية الصم في أوزبكستان أن حوالي 21,212 شخصًا، من البالغين والأطفال، يعانون من الصمم أو ضعف السمع. لغة الإشارة الروسية (RSL) هي لغة الإشارة الأساسية المستخدمة في أوزبكستان.
في معظم البلدان ما بعد السوفيتية، تُعد لغة الإشارة الروسية هي اللغة الرئيسية المستخدمة داخل مجتمعات الصم. ومع ذلك، تشير الأبحاث إلى أن العديد من البلدان ما بعد السوفيتية طورت أيضًا لغاتها الخاصة. يمكن أن يُعزى هذا التغيير إلى الاختلافات الجغرافية أو الثقافية بين هذه البلدان.
لغة الإشارة الأوزبكية (UZL) هي لهجة من لغة الإشارة الروسية، وعلى الرغم من احتوائها على العديد من العبارات المختلفة عن لغة الإشارة الروسية، إلا أنها لا تحظى باعتراف الحكومة كلغة رسمية في أوزبكستان.

## التاريخ
قبل تفكك الاتحاد السوفيتي، كانت أوزبكستان جزءًا من الاتحاد. كانت الجمعية الأوزبكية للصم، تحت إشراف وزارة الرعاية الاجتماعية في الاتحاد السوفيتي، تدير ورش عمل للتدريب المهني والتوظيف للأشخاص الصم. مُنحت هذه المؤسسات احتكرات لتوريد سلع معينة وتلبية طلبات الدولة، مما أدى إلى تحقيق أرباح. لزيادة إمكانية الوصول، تم بناء مبانٍ سكنية ومراكز مجتمعية للعمال الصم بالقرب من المصانع. أصبحت هذه المناطق السكنية تُعرف باسم gorodok glukhikh، أو "مدن الصم".
بعد انهيار الاتحاد السوفيتي، فقدت العديد من المنظمات الحكومية تمويلها. تحولت الجمعية الأوزبكية للصم، التي كانت تمولها الاتحاد السوفيتي سابقًا، إلى منظمة غير ربحية. بدون الدعم المالي الإضافي، أعلنت الجمعية الأوزبكية للصم إفلاسها في النهاية، ونتيجة لذلك، فقد العديد من الصم وضعاف السمع وظائفهم ومنازلهم. اليوم، لا يوجد سوى حوالي عشرة مرافق تدريب تلبي احتياجات الصم وضعاف السمع على وجه التحديد. يستفيد ما بين 240 و 250 شخصًا فقط من الصم وضعاف السمع الأوزبكيين من هذه الخدمات في جميع أنحاء البلاد.

## هوية الصم

### لغة الإشارة الأوزبكية
لغة الإشارة الأوزبكية (USL) غير معترف بها رسميًا من قبل الحكومة الفيدرالية في أوزبكستان. بدلاً من ذلك، تُعتبر لغة الإشارة الأوزبكية "وسيلة للتواصل الشخصي" أو محادثة غير رسمية. وبدون هذا الاعتراف، لا تُمنح برامج لغة الإشارة الأولوية في المدارس أو كوسيلة لنشر المعلومات للأشخاص الصم وضعاف السمع. خلال بداية جائحة كوفيد-19، تم نشر المعلومات الوطنية مع ترجمة بلغة الإشارة الأوزبكية لزيادة إمكانية الوصول لأول مرة، ولكن جودة الترجمة ظلت ضعيفة.

### التعليم
في عام 2019، سُجل حوالي 5000 طالب أصم وضعيف السمع يدرسون في مدارس متخصصة في تعليم الصم في جميع أنحاء أوزبكستان. يؤدي نقص الاعتراف الحكومي ببرامج الصم وتمويلها إلى عدم دعم لغة الإشارة كلغة تعليم كاملة في مدارس الصم. لا يمتلك غالبية المعلمين في هذه المدارس المتخصصة أي تدريب في لغة الإشارة الأوزبكية أو الروسية، لذلك يجب على الطلاب الصم تعلم قراءة الشفاه ونطق الكلمات.
يختلف المنهج الدراسي لمدارس الصم المتخصصة في أوزبكستان عن المنهج الوطني. يحضر الطلاب الصم في المدارس المتخصصة برامج يوم ممتد لتعويض المواد، ويتخرجون بعد عام واحد من الطلاب غير الصم. ترجمة لغة الإشارة للطلاب الصم ليست شائعة في فصول التعليم العام.

### التوظيف
بسبب نقص التعليم والمهارات اللغوية لدى الأفراد الصم في أوزبكستان، يواجه العديد من العمال الصم صعوبة في العثور على وظائف مستقرة. حاليًا، يسافر الرجال الصم من جميع أنحاء أوزبكستان إلى العاصمة طشقند ويعملون في وظائف يدوية أو وظائف تجارية متنوعة. غالبًا ما يبيع التجار الصم الهدايا التذكارية أو الألعاب على جانب الطريق. بعض النساء الصم يقدمن خدمة وزن الأشخاص مقابل المال في الأماكن العامة.

### نقص الموارد
تعاني خدمات ترجمة اللغة للأشخاص الصم وضعاف السمع من نقص حاد في التمويل وغالبًا ما تكون غير منظمة بشكل جيد. تشير التقارير إلى عدم وجود عدد كافٍ من مترجمي لغة الإشارة الأوزبكية والروسية للحفاظ على التواصل بين مجتمعات الصم وغير الصم في أوزبكستان. ونتيجة لذلك، يواجه مترجمو لغة الإشارة الأوزبكية والروسية الإرهاق، حيث تتطلب وظائفهم الكثير من الجهد. يعمل المترجمون على حماية حقوق الصم في المحاكم القضائية، وأثناء التعامل مع الشرطة، وفي الحوادث المتعلقة بالضرائب، وفي التقييمات الطبية.
في أوزبكستان، لا يتم تنظيم ساعات خدمات لغة الإشارة من قبل الحكومة، وبالتالي لا يتم تضمينها في موارد الخدمات العامة المقدمة لمجتمعات الصم الأوزبكية.

## جمعيات الصم

### المركز الثقافي للصم في طشقند
يعمل المركز الثقافي للصم في طشقند على تعزيز إمكانية الوصول للأشخاص الصم في أوزبكستان. في عام 2014، حصل المركز الثقافي للصم في طشقند على أول جائزة لرئيس أوزبكستان نيابة عن أكيهيكو تاناكا، رئيس الوكالة اليابانية للتعاون الدولي. تُكرم هذه الجائزة الدولية الأفراد والمنظمات الذين قدموا عملًا مهمًا وأثروا بشكل إيجابي على المجتمعات في جميع أنحاء العالم.

### الوكالة اليابانية للتعاون الدولي
أبدت الوكالة اليابانية للتعاون الدولي (JICA) دعمًا لزيادة الموارد المخصصة للإعاقة للأشخاص الصم في أوزبكستان. تتعاون JICA مع منظمات حول العالم لمساعدة البلدان المتضررة من الكوارث على تحقيق تعليم جيد وعادل في جميع مراحل التعليم، من مرحلة ما قبل الروضة إلى التعليم العالي. في سبتمبر 2018، شارك المركز الثقافي للصم في طشقند في أول مؤتمر آسيوي للصم المكفوفين في اليابان.